# Michel Audran
Pour les articles homonymes, voir Audran.
Michel Audran, né le 19 février 1701 et mort le 20 juin 1795, est un entrepreneur de tapisseries français du  XVIIIe siècle.

## Biographie
Michel Audran fait partie d'une Fratrie de onze enfants et descendant d'une illustre famille de sculpteurs, graveurs dessinateurs du XVIe au XIXe siècle. Il est le  second fils du graveur Jean Audran et de Marie Marguerite Dossier, et petits-fils de Germain Audran. Son frère, Benoit II, est également graveur. Il perpétue cette dynastie d'artistes avec ses fils Benoit III Audran et Prosper Gabriel Audran.
Il livre des dessins de tapis pour la manufacture royale de la Savonnerie qui sont destinés à Versailles.

### Manufacture des Gobelins
Il est nommé directeur des Gobelins le 4 septembre 1792, à la place de Charles-Axel Guillaumot. Accusé de mauvaise gestion, il est arrêté le 29 octobre 1793 et interné à Sainte-Pélagie pendant dix mois. Il est révoqué sans aucun jugement le 13 novembre. Le peintre Augustin-Louis Belle lui succède. Le 14 avril 1795, Michel Audran est réintégré dans ses fonctions par arrêté publié par Lacordaire :
« Le Comité d'agriculture, considérant que la détention du citoyen Audran, directeur de la manufacture nationale des Gobelins, et la destitution qui en a été la suite et peut-être le motif, ne peuvent être regardées que comme des actes purement arbitraires qu'il est de son devoir de réparer, arrête :
- Art. 1er. Le citoyen Audran est rétabli dans sa place de directeur de la manufacture des Gobelins.
- Art. 2. La Commission d'agriculture est autorisée à payer au citoyen Audran les indemnités attachées à cette place, depuis l'époque à laquelle il a cessé de les recevoir.
- Art. 3. La Commission d'agriculture est autorisée à reprendre le fonds des soies et des laines qu'avait le citoyen Audran, comme chef d'atelier, et à lui rembourser ces objets au même prix qu'ils lui avaient été vendus par le gouvernement.
- Art. 4. La Commission d'agriculture est chargée de l'exécution du présent arrêté.

« Signé : B. Sauveur, Precy, Himbert, Poullain, Grandprey, P. Fliger » ».
Peu de temps après avoir repris son poste, Michel Audran meurt le 20 juin 1795.